# Euxè (escriptor)
Euxè (en llatí Euxenus, en grec antic Εὔξενος) fou un escriptor grec mencionat només per Dionís d'Halicarnàs com un ποιητὴς ἀρχαῖος (antic poeta) que va escriure sobre les primeres tradicions italianes.
Com que no el menciona ningú més alguns autors, sorpresos de trobar un grec escrivint sobre mites italians, proposen llegir Ἔννιος (Ennios), Enni, en lloc de Εὔξενος (Euxenos) però no sembla massa probable, perquè Enni no es pot incloure entre els mitògrafs.